# 하치만정 (시가현)
하치만정(八幡町)은 시가현 가모군에 있던 정이다. 현재의 오미하치만시에 위치한다.

## 역사
- 1889년 4월 1일 - 정촌제 시행에 의해 가모군 하치만정이 성립하였다.
- 1933년 3월 3일 - 우쓰로촌을 편입하였다.
- 1954년 4월 1일 - 시마촌을 편입하였다.
- 1954년 3월 31일 - 오카야마촌, 가나다촌, 기리하라촌, 마부치촌과 합병해 오미하치만시가 성립하여, 동일 하치만정은 폐지되었다.

## 교통
도카이도 본선・오미 철도 요카이치선 오미하치만 역이 인접한 가나다촌에 위치.

## 참고문헌
- 角川日本地名大辞典 25 滋賀県